# Peter Skautrup
|  | Denne artikel omhandler en sprogforsker og professor. For at se artiklen om journalisten Peter Skautrup, se Peter Skautrup (journalist) |
Jens Peter Andreas Skautrup (født 21. januar 1896 i Grove, død 5. august 1982 i Aarhus) var en dansk sprogforsker, som var professor og rektor ved Aarhus Universitet. Han har især arbejdet med jysk dialektforskning, men også bidraget til dansk retskrivning via arbejdet med retskrivningsreformen i 1948 samt oprettelsen af Dansk Sprognævn.

## Karriere
Peter Skautrup blev student fra Høng Studenterkursus i 1915. I 1922 blev han cand.mag. ved Københavns Universitet og arbejdede fra samme år både for udgivelsen af landskabslovene, samt redaktionen af Ordbog over det Danske Sprog, hvor han var medredaktør 1924-1928. I perioden 1924-1928 var han derudover redaktionssekretær for Trap Danmark. Han modtog i 1926 Københavns Universitets guldmedalje for sin analyse af ordforrådet i Et Hardsysselmål. I 1928 begyndte han ved Århus Universitet, først som docent i dansk. Han stiftede 1932 Institut for Jysk Sprog- og Kulturforskning samt tidsskriftet Sprog og Kultur. Han blev i 1934 professor i nordiske sprog. I løbet af denne stilling var han formand for lærerforsamlingen ved universitetet 1932-1934, og rektor 1953-1955.
I sommeren 1940 var Skautrup på en cykeltur i Jylland med sine studerende for at fastlægge dialektgrænsen mellem østjysk og vestjysk.
Skautrup blev Dansk Sprognævns første formand 1955–1961. Han var professor og institutleder indtil 1966.

## Medlemskaber
I Jysk Selskab for Historie, Sprog og Litteratur var han medlem af bestyrelsen 1932-1966, heraf som formand 1932-66, og fra 1966 æresmedlem. Det lærde Selskab, Århus var han medlem af fra 1946 og præsident for 1958-61. Han var derudover medlem af bestyrelsen for Universitets-Jubilæets danske Samfund (fra 1941), medlem af Humanistisk Samfund i Århus (fra 1943), Selskabet til Udgivelse af af færøske Kildeskrifter og Studier (fra 1943), bestyrelsen for Grundtvig-selskabet (fra 1950), bestyrelsen for Norden i Århus (fra 1953), bestyrelsen for Kaj Munks mindefond (fra 1954), bestyrelsen Blicher-Selskabet (fra 1954), Arktisk Instituts råd (fra 1955), Nordisk Kulturkommission (1956-63), det danske præsidium for Kulturhistorisk leksikon for nordisk middelalder. Han var redaktør for tidsskrifterne Sprog og Kultur og Arkiv for Nordisk Filologi. Han var derudover aktiv i Dansk Forening til Nordisk Sprogrøgt.
Han er optaget i Gustav Adolf Akademi för Folklivsforskning (1934), Kungliga Vetenskaps och Vitterhets-Samhället i Göteborg (1940), Kungliga humanistiska Vetenskaps-Samfundet i Uppsala (1943), Vetenskaps-Societeten i Lund (1946), Det Kongelige Norske Videnskabers Selskab (1946), Det Norske Videnskaps-Akademi i Oslo (1956), Videnskabernes Selskab (1957), Kungliga Svenska Vetenskapsakademien i Stockholm (1958), Kungliga Vetenskaps-Societeten i Uppsala (1964), Kungliga Vitterhets, Historie och Antikvitetsakademien i Stockholm (1969), samt Kraks Blå Bog. Derudover er han blevet udnævnt til æresdoktor ved Stockholms Högskola (1950) og æresbindebroder for Hosebindelauget (1973).

## Værker
Institut for Jysk Sprog- og Kulturforskning hedder i dag Peter Skautrup Centret og hører under Institut for Kommunikation og Kultur, Afdeling for Nordiske Studier og Oplevelsesøkonomi, Aarhus Universitet. Det blev stiftet med den opgave at indsamle og bearbejde oplysninger om jyske dialekter og den jyske landbefolknings kultur fra 1850 til 1920, samt udgive Jysk Ordbog, hvilket endnu ikke er færdiggjort. Andre vigtige udgivelser inkluderer Et Hardsysselmål (1927-1930), en filologisk udgave af Jyske Lov og Det danske sprogs historie (1944–1968). Han holdt derudover radioforedragsserien Arv og gæld i ordenes samfund (1958).